# Katharina Bamberg
Katharina Bamberg (* 18. April 1873 in Stralsund; † 6. Oktober 1966 ebenda; vollständiger Name: Katharina Gustave Sophie Bamberg) war eine deutsche Malerin.

## Leben
Sie entstammte einer begüterten Stralsunder Familie. Ihr Vater war Leiter des Städtischen Krankenhauses und Geheimer Sanitätsrat. Nach dem Besuch der Höheren Töchterschule in Stralsund kam Katharina Bamberg in ein Pensionat. Danach wurde sie in Berlin Schülerin bei dem Maler Ludwig Dettmann. Von ihm übernahm sie die realistische Hellmalerei.
Nachdem sie zunächst überwiegend Blumen, Stillleben und Porträts gemalt hatte, widmete sie ihr Schaffen der Landschaftsmalerei. Sie unternahm Studienreisen nach Oberbayern, Thüringen, in den Spreewald, nach Bornholm und an die Côte d’Azur. Zurück in Stralsund wurden ihre Heimatstadt sowie die Landschaften der Inseln Rügen, Vilm und Hiddensee sowie der Halbinsel Wittow ihre Motive.
Im Ersten Weltkrieg ließ sie sich 1916 freiwillig zur Krankenschwester ausbilden und war in Lazaretten als Operationsschwester tätig. Nach ihrer Rückkehr im November 1918 nach Stralsund malte sie wieder. Die Henni Lehmann gehörende Blaue Scheune in Vitte auf Hiddensee wurde zum Ort ihres Wirkens. Sie gehörte neben Elisabeth Büchsel, Clara Arnheim und Elisabeth Andrae zum Hiddensoer Künstlerinnenbund, der 1933 in der Frühzeit des Nationalsozialismus aufgelöst wurde.
Ab 1945 restaurierte sie viele im Zweiten Weltkrieg beschädigte Bilder. Katharina Bamberg starb am 6. Oktober 1966 in ihrer Heimatstadt. Dort ehrte man sie zu Beginn des 21. Jahrhunderts mit der Benennung der Katharina-Bamberg-Straße. Werke von ihr befinden sich u. a. im Kulturhistorischen Museum Stralsund. Katharina Bamberg war eine Urgroßnichte Ernst Moritz Arndts.